# 利尻島国保中央病院
利尻島国保中央病院（りしりとうこくほちゅうおうびょういん）は、北海道利尻郡利尻町に所在する公立の医療機関。

## 概要

### 診療科
- 内科
- 外科
- 整形外科
- 眼科
- 産婦人科

### 機関指定
- 救急告示病院

## 組織
- 病院長
  - 副病院長
    - 診療部（長）
      - 医局（医長）
      - 放射線科
      - 検査科
      - 透析科
      - リハビリテーション科
      - 栄養科

    - 看護部（長）
      - 副看護部長
        - 看護科
        - 透析看護科

    - 薬剤部
      - 薬剤科

    - 事務部（長）
      - 副事務部長
        - 総務係
        - 主査

### 職員数
職員数 : 76人
- 医師 - 8人（常勤 3人、非常勤 5人）
- 看護師 - 25人
- 准看護師 - 3人
- 看護助手 - 7人
- 訪問看護師 - 3人
- 助産師 - 1人
- 薬剤師 - 1人
- 放射線技師 - 1人
- 臨床検査技師 - 2人
- 臨床工学技士 - 1人
- 管理栄養士 - 1人
- 理学療法士 - 2人
- 事務職員 - 9人
- その他職員 - 12人